# 超音戦士ボーグマン
『超音戦士ボーグマン』（ちょうおんせんしボーグマン、Sonic Soldier Borgman）は、1988年4月13日から12月21日まで、日本テレビ系列の毎週水曜日17:00-17:30に放送されたテレビアニメ。
本項では各種OVAや続編についても記述する。

## 概要
葦プロダクション製作の近未来SFヒーローアニメ。
放送前・放送中のアニメ雑誌などにおける特集記事では、1986年放送開始の『聖闘士星矢』の大ヒットを受けて作られた、いわゆる「バトルスーツもの」や「装着もの」（当時は「鎧もの」や「プロテクトヒーローもの」等の呼称もあった）の一作品に位置づけられることが多く、マーチャンダイジングにおいてもバトルスーツもの作品と同様の主人公たちのフィギュア素体に装甲パーツや武器を装備させる玩具商品がメインであった。
各種設定やストーリーに制作当時までの変身ヒーローアニメの要素を多く盛り込んだほか、当時の近未来に当たる21世紀前半で、主人公側が超自然的なバックボーンをほとんど持たず、サイボーグとして強化された肉体やそれを生み出した科学力（火器や乗用メカ）を駆使して戦闘を行う、主人公たちが（表向きではあるが）戦士以外の職業を持つ社会人であるなど、様々な面で競合他作品との差別化が試みられた。キャラクターデザインには当時若手実力派アニメーターとして注目されていたきくちみちたか（菊池通隆）を起用したため、アニメ雑誌の読者層や高年齢層のアニメファンを中心に絶大な人気を誇った。しかし、視聴率やマーチャンダイジングの面で苦戦したため、物語自体は大団円であるものの番組は当初予定されていた物語を消化しきれないまま短縮され、完結を迎えた。
菊池のコメントによると、企画段階でのタイトルは『黄金戦士ボーグマン』で、主人公たちの年齢設定も低かったとのこと。ボーグマンチームは一般社会には正体を隠して活動しているが、各メンバーの個別名称（変身後のコードネーム）が存在せず、バルテクター装着後もお互い本名のファーストネームで呼び合う。企画当初はボーグマンの前に貴金属の名称が付く固有名称がそれぞれに用意されており、リョウ（初期設定では夏目想太郎。詳細は後述）の変身した姿はゴールド・ボーグマンと設定されていた。
なお、本作の演出スタッフ陣や菊池は、翌1989年にもバトルスーツもの作品である『天空戦記シュラト』（タツノコプロ制作）に関与しており、葦プロも外注として録音製作を行っている。
放送終了直後にはいち早くバップからテレビシリーズ全話LD化され、後にLD-BOX化もされた。また、2002年にはOVAが一部DVD化された後、2011年12月7日にはテレビシリーズ・劇場版・OVAを収録した『超音戦士ボーグマン BD SONIC POWER COLLECTION』としてBD-BOX化され、発売された。

## ストーリー
1999年、東京に4つの隕石「妖魔石」が落下し、首都は壊滅した。31年後の2030年、東京湾上に建設された新都市「メガロシティ」に突如、妖魔と名乗る異次元からの侵略者が来襲した。彼らの目的は5つ目の妖魔石による魔法陣を完成し、妖魔王を復活させて世界を征服することにあった。人類は滅びるしかないと誰もが思ったそのとき、バトルスーツ「バルテクター」を身に着けた若者たちが立ち上がり、妖魔の軍団＝犯罪結社GILに戦いを挑んだ。彼らこそ、「ボーグマン」と呼ばれるサイボーグ戦士であった。

## 登場人物

### ソニックチーム
響 リョウ（）
声 - 松本保典（タイトルコール及び次回予告ナレーションも兼任）
主人公。2013年9月22日生まれの16歳。身長177cm、体重65kg。千葉県千葉市出身、家族構成は両親と妹。正義感あふれる熱血漢で、バイク好き。宇宙飛行士を夢見て参加した「ボーグマン計画」でボーグマンとなるものの、妖魔の襲撃に遭って計画が頓挫したため、その後はサイソニック学園の見習い国語教師として働いている。
ボーグマンとしての戦闘の際には、スピード重視・接近戦用の青いバルテクターを装着する。武器はバトルマシンガン。人工知能で自我を持つバイク・ロード/スーパーサンダーが専用マシン兼相棒であり、最後の必殺武器である。
企画初期での名前は「夏目想太郎」で、かの文豪・夏目漱石の子孫を自称して教師を目指すという設定だった。
後にOVAとして発売された事実上の完結編『ザ・ボーグマン ラストバトル』（以降、『ラストバトル』）では夢を叶えるべく渡米し、NASAのスタッフとなっている。
チャック・スェーガー
声 - 井上和彦、大滝進矢（第24話 - 第26話。井上が病欠時の代役。普段はナレーターを担当）
2012年10月20日生まれの17歳。身長185cm、体重80kg。アメリカ出身、家族構成は両親と妹。サイソニック学園の体育教師。周囲からはキザで女垂らしと思われがちだが、リョウ同様に正義感が強く誠実な好青年の面も持つ。リョウとは訓練生時代からの親友で、コンビとしての能力は高い。細身に似合わぬ怪力の持ち主だが、納豆が嫌いという弱点を持つ。
ボーグマンとしての戦闘の際には、広域攻撃用の緑のバルテクターを装着する。武器はバトルランチャー。初期は改造を施したバギーを乗用していたが、後期は戦闘車ビーグルヘッドに乗り換えるほか、ファントムSWAT（後述）の美姫と恋仲になる。
『ラストバトル』では美姫とともにメガロシティ警察に勤務しており、頻発する怪事件の捜査に当たっていた。また、続編OVA『超音戦士ボーグマン2 -新世紀2058-』（以降、『ボーグマン2』）では桂研究所の所長となっており、復活した妖魔と戦う第2世代ボーグマンの指揮を執る。
アニス・ファーム
声 - 鷹森淑乃
2014年2月5日生まれの16歳。身長164cm、体重47kg。アメリカ出身、家族構成は両親と弟のアントン（ロスに在住）。ボーグマンの紅一点で子供好き。大手外食チェーンの令嬢でもあるが、他の2人とは異なり歌手志望で来日してスペースブロックを見学中に妖魔の襲撃に遭遇し、瀕死の重傷を負ったところをメモリーによって緊急的にボーグマンシステムを組み込まれ、一命を取り留めたという過去を持つ。そのため、パワーはリョウやチャックに劣る。普段はサイソニック学園の音楽と算数教師を兼任。
ボーグマンとしての戦闘の際には、電子戦用の赤いバルテクターを装着する。武器はバトルソーサー。戦闘用ロボットのガン・ウォーリアを操縦してパワー不足を補うことが多く、移動には他の2人のメカに同乗するか、チャックのバギーを借用する。
姓の「ファーム」は、両親が巨大農園を運営しているという初期設定から取られている。
バルテクター装着シーンで描かれる「乳房の揺れ」は、原画を描いた菊池が「実現するわけがない」というお遊び半分で提案したものであり、完成映像で忠実に再現されていたことに本人も驚いたとされている。また、版権画では菊池をはじめとする各アニメーターにより、本編で描かれない過激なシチュエーションの半裸や全裸がよく描かれていた。詳細は#玩具展開を参照。
『ラストバトル』ではリョウに連れ添って渡米し、彼が勤務する宇宙センターの近くでカフェスタンドを営んでいたが、ささいなケンカが原因で自らはメガロシティへ「家出」する。そのことが、物語の始まりとなる。
メモリー・ジーン
声 - 勝生真沙子
2007年11月19日生まれの22歳。「ボーグマン計画」の中心的人物にして、天才科学者の女性。家族は故郷の両親と兄。弟レミニスを実験中の事故で亡くしたという過去を持つ。
妖魔との戦いに備えてサイソニック学園の地下へ建造していた最新鋭の基地で、ボーグマンの指揮とサポートを行う。常に冷静沈着な性格だが、本当は明るく優しい心の持ち主であり、普段はサイソニック学園校長として教師や生徒から尊敬を集めている。眼鏡がトレードマークであるが、これは初期段階での設定から継続していた。
最終回において、移動基地からボーグマン3人に指令を下していたが、妖魔の触手の襲撃を受け、最後の力を振り絞って転送装置を作動させ、命を落とす。

### その他の人間
桂 美姫（）
声 - 松井菜桜子
桂コンツェルンの令嬢であり、世界警察・対妖魔特殊部隊ファントムSWATのリーダー。両親と兄2人、弟1人の男系家族。性格は負けず嫌いで勝気。戦闘時には専用のプロテクターを着用するが、生身の人間であるために戦闘能力はボーグマンに劣る。物語終盤にはチャックと恋仲になる。
チャーリー・バーガー
声 - 藤本譲
メガロシティ警察の署長（メガロシティは移民街であるため、公職の国籍規定は存在しない模様）。妖魔の関わる事件に振り回される。物語終盤にはボーグマンの正体を知り、良き理解者となっていった。
織田 シンジ（）
声 - 小粥よう子
10歳。サイソニック学園の生徒で好奇心旺盛なトラブルメーカーである。モーリーのことが好きらしいが、ついいじめてしまう。勉強はあまり得意ではないらしく、廃墟となった旧東京やメガロシティ建設の経緯についても知らなかった。生徒の中で最初にボーグマンの正体を知る。将来は宇宙飛行士になるのが夢。
モーリー・ラングォルド
声 - 神代智恵
9歳。家族構成は両親。サイソニック学園の生徒でみんなのアイドルである。花を愛したり、落ち込むアニスを慰めたりする優しい少女。リョウのことが好きである。
郷田 乱童（）
声 - 桜井敏治
サイソニック学園の生徒で乱暴者なトラブルメーカー。ことあるごとに控え目な亨を容赦なく殴るが、モーリーに怒られるとおとなしくなる。
桃木 亨（）
声 - 渡辺久美子
サイソニック学園の生徒で、大変臆病で控え目な性格。
フリッツ・K・リデル
声 - 堀内賢雄
メモリーやメッシュの同僚だった科学者。メモリーのことを愛するゆえ、危険にさらしたくないという思いからボーグマン計画に反対していた。しかし、最後にはメモリーの決意に心打たれ、第4話で直接サイソニック学園に攻めてきたダスト・ジードの攻撃から彼女や学園の子供たちをかばって致命傷を負い、息を引き取る際にソニックシステムのデータを託す。

### 犯罪組織GIL
妖魔王を崇拝し、三次元世界を妖魔の力で支配しようとする悪の組織。妖魔に魅入られた元人間の幹部たちと、その指揮下に置かれた妖魔の戦士たちで構成される。戦闘員のような下級兵士の軍団は特に持たず、毎回の作戦は幹部の誰かと配下の妖魔によって実行される。なお、ボーグマン側からは単に「妖魔」とだけ呼ばれていたため、組織名自体が把握されていたかは不明である。
ギルバート・メッシュ
声 - 銀河万丈
GILの首領。年齢は30歳。昔は「ボーグマン計画」に携わっていた科学者の1人だったが、妖魔の力に魅せられてGILを結成した。物語終盤には自分自身が妖魔王復活のための生贄となるが、本人の人格も残っており最終話で妖魔王メッシュを自ら名乗って全世界を妖魔の世界に変えるべく行動を開始。しかしメモリーの発案した転送システムを逆用する作戦により、粒子状に分解されて亜空間に放り出され妖魔王の肉体ごと完全に死亡した。人間だったときよりメモリーに執着を見せており、再三自分の組織へと勧誘をしている。
ダスト・ジード
声 - 山寺宏一
年齢不明。妖魔最強の戦士で、性格はプライドが高く完璧主義者。黒いバルテクターを装着し、配下の妖魔を操ってボーグマンに戦いを挑む。正体は事故死したメモリーの弟、レミニス・ジーンの脳を埋め込まれた戦闘用ボーグマン（このボーグマン自身の元の身体の持ち主については不詳）であり、記憶はメッシュによって消去されている。武器は剣と鞭を使いこなし、手から赤いエネルギー弾を放つこともできる。またボーグマンのバルテクターやソニックウェポンの転送を妨害する「ギルフィールド」を展開することも可能。第34話で妖魔城に突入したリョウたち3人を迎え撃つが、3人を追い詰めたところで駆けつけた姉メモリーにより、ソニックガンで射殺される。
フェルミナ
声 - 松岡洋子
年齢不明。結社GILの3神官の一人にして紅い髪の紅一点。妖魔人を指揮する。昔は天才医師だったが、人体総改造説を唱えたために学会から追放された過去を持つ。26話で負傷した状態で妖魔城に帰還するが、ダスト・ジードからそれまでの失敗の責任を問われて斬りつけられる。その後最後の力で追い詰められたチャックとアニスを救出し、2人にジードへの復讐を願いながら死亡する。
ウォンゴット
声 - 藤本譲
年齢不明。3神官の一人で、妖魔機械を指揮する。頭の一部が機械化されている。昔は天才発明家であった。ジードを疎ましく思い、第13話でリョウ諸共抹殺すべくギルトライアングルのエネルギーを攻撃に転用する「トライアングルビーム」で攻撃するが、難を逃れたジードの剣で逆に粛清されてしまう。
ケルベルス
声 - 島香裕
年齢不明。3神官の一人で、妖魔獣を指揮する。頭にもう1つの顏を持つ。昔は超一流の科学者であった。第18話でメガロシティに最後の妖魔石を設置するために自らも妖魔獣人となって出撃するが、スーパーサンダーの突撃を受けて戦死する。
ヴェーダ
声 - 塩屋浩三
年齢不明。妖魔の長老で、性格はユーモラス。いつも独特の笑い方をする。作戦失敗に苦言を言うばかりであまり役に立たないと言われていたが、実は妖魔王のエージェントであった。第34話で妖魔城に捕えたメモリーに妖魔王復活の儀式を見せつけるが、儀式のために用意された短剣を彼女に奪われ、それにより自分が刺殺されるという敢え無い最期を遂げる。
妖魔
ヒューマノイドタイプの妖魔人、動物型の妖魔獣、兵器や乗り物の形をした妖魔機械の3軍団に別れ、GILの尖兵として暗躍する。妖魔工場＝ギルトライアングルで2種合体の妖魔機械人・妖魔機械獣・妖魔獣人、3種全てが合体した妖魔機獣人（トリプルモンスター）に融合し、パワーアップする。第26話からはさらに強力な妖魔将が登場するようになる。

## 登場メカ
ロードサンダー
声 - 山寺宏一
一般の市販オートバイをフルチューンかつ武装化した、リョウ専用ソニックウェポンのカスタムバイク。会話もできる人工知能「サンダー」を搭載しており、リョウたちからもその愛称で呼ばれている。
全長 - 2.62m、重量 - 144kg、最大速度 - 310km/h、エンジン - ハイドロイオンエンジン
武装 - 2連装収束ビーム砲
ロードサンダー2
破壊されたロードサンダーが、フリッツの残したデータにより新型転送システムを搭載して復活した。スーパーサンダーへの変形も可能。呼称は通常、ロードサンダーのままで呼ばれる。
『ラストバトル』では1シーンのみ登場。
最大速度 - 350km/h
スーパーサンダー
ロードサンダー2の前面パネルにソニックレシーバーのチップを差し込むことにより変形する、リョウ専用ソニックウェポン。両サイドにウイングが装備されており、チャックとアニスを乗せて敵へ突撃するフォーメーションが対妖魔戦での主要必殺技である。放送直前までは、パワーアップ形態がソニックサンダーという名称だった。
『ボーグマン2』の最終話でも登場し、第2世代ボーグマン3人が妖魔使いマスターへのとどめを刺すための最終兵器として活躍する。
エンジン - 対消滅駆動エンジン、全長 - 4.5m、重量 - 560kg、最大速度 - 1020km/h
武装 - 2連装収束ビーム砲、大型2連装収束ビーム砲（2連装バーストガン）
ビーグルヘッド
主にチャックが使用する、装甲車に似た武装バギー。大型キャノンを搭載している。劇中では活躍の場があまりなかった。
チャック用バギー
チャックが通常時に使用する、2人乗りの非武装オフロードバギー。
ガンウォーリア
主にアニスが使用し、パワー不足を補うために活躍するパワードスーツ。マシンガンや射出式のチェーンアームを搭載している。
移動基地
破壊されたサイソニック学園の基地の代わりに使用する、ボーグマンたちのトレーラー型移動基地。バルテクター転送用のソニックシステムを搭載している。
ソニックウェポン
ボーグマンたちの標準装備のソニックガンやチャックの専用兵器のソニックバズーカ、ダストジードとの戦闘で右腕を切り落とされたリョウの新しい腕に内蔵されたスコープブラスター、そしてそれぞれに用意された銃座型の大型火器（バトルショット、バトルランチャー、バトルソーサー）を総称し、ソニックウェポンと呼ぶ。
ソニックガンのデザインはタイアップの関係から、『赤い光弾ジリオン』のメイン商品であったセガのストロボ式光線銃玩具「超高速光線銃ジリオン」の改良形、いわゆるニュージリオンそのものである。商品名は「ソニックガン・ジリオン」だったが、本編中でジリオンと呼ばれることはなかった。ソニックバズーカも『赤い光弾ジリオン』で登場したジリオンバズーカと全く同じデザインのアイテムである。詳細は#玩具展開を参照。

## 用語
ボーグマン
宇宙空間に適応させたサイボーグの総称。
ボーグマン計画
ボーグマンによる宇宙進出計画。メッシュの陰謀により中止になる。
妖魔（）
異空間に生息する魔物。
ファントムSWAT（）
世界警察が結成した対妖魔特殊警察。美姫を隊長として、全隊員が女性で構成されている。
各所に隠し武器が装備された専用のプロテクターとスマートガンなどの重火器を装備しているが、ボーグマンのようにサイボーグ化していない生身の人間に過ぎないため、妖魔との戦闘では苦戦を強いられることが多い。ボーグマンたちを素人扱いし、何かにつけては妖魔絡みの事件から手を引かせよう（警察が対妖魔に乗り出したので、もう民間人であるボーグマンチームは不要という意図）とするが、結果的には彼らに助けられることが多く、結局はこの種の物語で主人公たちを引き立てる典型である「常人で編成されたやられ役の戦闘専門職」の役回りを担う。
登場直前までは「妖魔SWAT」という名称で設定されていたうえ、全隊員のキャラクター設定もしっかり用意されており、アニメ雑誌などへの資料提供が行われていた。中でも中華娘の李大龍（リ・タイロン）は大きな前人気を得ていたが、これらの設定は美姫以外の未登場に伴い、全てが未使用に終わった。

## スタッフ
- 企画 - 嶋村一夫（読売広告社）
- シリーズ構成 - 園田英樹
- プロデューサー - 堀越徹（日本テレビ）、大野実（読売広告社）、頼経康史（東宝）、加藤博（葦プロダクション）
- キャラクターデザイン - きくちみちたか
- メカニックデザイン - 大畑晃一、山田高裕、福地仁
- 美術監督 - 新井寅雄
- 録音監督 - 清水勝則
- 音楽 - 飛澤宏元
- 効果 - 野口透（アニメサウンドプロダクション）
- 監督 - 根岸弘
- 企画制作 - 日本テレビ
- 製作 - 読売広告社、東宝株式会社、葦プロダクション
- 制作著作 - 日本テレビ、東宝株式会社

## 主題歌
オープニング・テーマ
「DON'T LOOK BACK」（第1話 - 第27話）
作詞 - 西田昌史 / 作曲 - 石原慎一郎 / 編曲・歌 - EARTHSHAKER
「夜をぶっとばせ!」（第28話 - 第35話）
作詞 - 柴山俊之 / 作曲・編曲 - Marcy / 歌 - HIPS
後期OP映像では、前期OPに使用された映像の一部が流用されている。
エンディング・テーマ
「FOREVER」（第1話 - 第27話）
作詞 - 西田昌史 / 作曲 - 永川敏郎 / 編曲・歌 - EARTHSHAKER
「TENDER」（第28話 - 第35話）
作詞 - 寺田恵子 / 作曲 - Marcy / 編曲 - 西村麻聡 / 歌 - HIPS
上記の楽曲を収録したシングルCDは、いずれも東芝EMI（当時）のユーメックス・レーベルより発売された。
OP/EDの「DON'T LOOK BACK」・「FOREVER」は、従来のアニメ主題歌にはなかったヘヴィメタルサウンドが人気となった。また、そのヒットを受けて同ユニットのメンバーであるMARCYと、当時人気を誇った女性ロックバンド「SHOW-YA」の寺田恵子により本番組のためだけのユニット「HIPS」が限定結成され、後期のOP/EDを担当した。
挿入歌
「ボーグ・ゲット・オン」
作詞 - 水谷啓二 / 作曲 - 工藤崇 / 編曲 - 飛澤宏元 / 歌 - 山寺宏一

## 各話リスト
| 話数   | 放送日         | サブタイトル                             | 脚本     | 絵コンテ | 演出     | 作画監督   |
| ------ | -------------- | ---------------------------------------- | -------- | -------- | -------- | ---------- |
| 第1話  | 1988年 4月13日 | 妖魔が来る。ボーグマン登場!              | 園田英樹 | 根岸弘   | 根岸弘   | 工藤柾輝   |
| 第2話  | 4月20日        | 誰だ! 第3のボーグマン                    | 園田英樹 | 筋越次男 | 加戸誉夫 | 本橋秀之   |
| 第3話  | 4月27日        | 悪夢を破れ! ソニックパワー               | 岸間信明 | 筋越次男 | 牧野滋人 | 野中みゆき |
| 第4話  | 5月4日         | 最強の敵・ダストジード                   | 会川昇   | 吉田浩   | 日下直義 | 勝亦祥視   |
| 第5話  | 5月11日        | スーパーサンダー発進せよ!                | 園田英樹 | 上妻晋作 | 村山靖   | 工藤柾輝   |
| 第6話  | 5月18日        | スーパーサンダーVSゴーストライダー       | 岸間信明 | 牧野滋人 | 牧野滋人 | 本橋秀之   |
| 第7話  | 5月25日        | 妖魔人ドロルの不思議な世界               | 園田英樹 | 吉田浩   | 日下直義 | 池田好美   |
| 第8話  | 6月1日         | 花が襲う!! 少女が見た花の妖精            | 園田英樹 | 加戸誉夫 | 加戸誉夫 | 野中みゆき |
| 第9話  | 6月8日         | 妖魔が吠える水上レース                   | 岸間信明 | 高橋信治 | 大町繁   | 中尾正樹   |
| 第10話 | 6月15日        | 妖魔兵器!過去から来た少年                | 会川昇   | 川筋豊   | 村山靖   | 川筋豊     |
| 第11話 | 6月22日        | パワー最強! ガンウォーリア登場           | 園田英樹 | 上妻晋作 | 寺東克己 | 本橋秀之   |
| 第12話 | 6月29日        | 妖魔石からの脱出                         | 岸間信明 | 吉田浩   | 株本毅   | 池田好美   |
| 第13話 | 7月13日        | 血戦! リョウ最期の日                     | 会川昇   | 加戸誉夫 | 加戸誉夫 | 松尾慎     |
| 第14話 | 7月20日        | 立ち上がれリョウ! ボーグマン暗殺指令     | 園田英樹 | 大町繁   | 白旗伸朗 | 中尾正樹   |
| 第15話 | 7月27日        | 見たぞ! 先生がボーグマン                 | 岸間信明 | 根岸弘   | 寺東克己 | 野中みゆき |
| 第16話 | 8月3日         | 美女の罠! 映画スターチャック大ピンチ     | 会川昇   | 安東信悦 | 株本毅   | 池田好美   |
| 第17話 | 8月10日        | ピエロが笑う! 妖魔ランドの怪事件         | 岸間信明 | 加戸誉夫 | 加戸誉夫 | 川筋豊     |
| 第18話 | 8月17日        | メッシュの謎! 赤き星の落ちるとき         | 園田英樹 | 根岸弘   | 根岸弘   | 本橋秀之   |
| 第19話 | 8月24日        | 妖魔都市! 不思議の国のアニス             | 会川昇   | 村山靖   | 寺東克己 | 野中みゆき |
| 第20話 | 8月31日        | ドクター・メモリー瞳の中の戦士たち       | 園田英樹 | 工藤柾輝 | 暴愚浸   | 池田和洋   |
| 第21話 | 9月7日         | 真夏の夜の悪夢! 妖魔からの贈り物         | 岸間信明 | 安東信悦 | 株本毅   | 池田好美   |
| 第22話 | 9月14日        | 海からの恐怖! ぼくたちの冒険旅行         | 岸間信明 | 上妻晋作 | 松本佳久 | 工藤柾輝   |
| 第23話 | 9月21日        | シンジを救え! 襲われたボーグマン基地     | 会川昇   | 加戸誉夫 | 加戸誉夫 | 川筋豊     |
| 第24話 | 9月28日        | 激突!ファントムスワットVSボーグマン      | 園田英樹 | 寺東克己 | 寺東克己 | 本橋秀之   |
| 第25話 | 10月5日        | 恐怖の罠・死闘! 妖魔界                   | 岸間信明 | 剣地尚   | 安東信悦 | 池田好美   |
| 第26話 | 10月12日       | 決死の脱出! 最強の敵、妖魔将あらわる     | 岸間信明 | 剣地尚   | 村山靖   | 工藤柾輝   |
| 第27話 | 10月19日       | 崩壊の序曲! ギルトライアングルを攻略せよ | 会川昇   | 松本佳久 | 松本佳久 | 只野和子   |
| 第28話 | 10月26日       | アニスの決意! この子たちは、私が守る     | 園田英樹 | 安東信悦 | 安東信悦 | 池田好美   |
| 第29話 | 11月2日        | 崩壊の日! メガロシティクライシス         | 会川昇   | 加戸誉夫 | 加戸誉夫 | 川筋豊     |
| 第30話 | 11月9日        | 緊急指令! 移動基地発進                   | 岸間信明 | 上妻晋作 | 村山靖   | 本橋秀之   |
| 第31話 | 11月16日       | 絶体絶命! 閉じこめられたメモリー         | 岸間信明 | 根岸弘   | 根岸弘   | -          |
| 第32話 | 11月30日       | 粉砕せよ! ギルトライアングル攻防戦       | 岸間信明 | 剣地尚   | 安東信悦 | 池田好美   |
| 第33話 | 12月7日        | 妖魔城出現! 終末へのカウントダウン       | 岸間信明 | 寺東克己 | 寺東克己 | 川筋豊     |
| 第34話 | 12月14日       | 叫びは空に! ダストジード死す             | 園田英樹 | 村山靖   | 村山靖   | 工藤柾輝   |
| 第35話 | 12月21日       | 妖魔王復活! さらばボーグマン             | 根岸弘   | 岸田弘晃 | 根岸弘   | 本橋秀之   |

## 放送局
※放送系列は放送当時、放送日時は1988年11月中旬 - 12月上旬時点のものとする。
| 放送対象地域   | 放送局         | 放送日時                                                                          | 放送系列                      | 備考                               |
| -------------- | -------------- | --------------------------------------------------------------------------------- | ----------------------------- | ---------------------------------- |
| 関東広域圏     | 日本テレビ     | 水曜 17:00 - 17:30                                                                | 日本テレビ系列                | 制作局                             |
| 宮城県         | ミヤギテレビ   | 水曜 17:00 - 17:30                                                                | 日本テレビ系列                |                                    |
| 新潟県         | テレビ新潟     | 水曜 17:00 - 17:30                                                                | 日本テレビ系列                |                                    |
| 愛媛県         | 南海放送       | 水曜 17:00 - 17:30                                                                | 日本テレビ系列                |                                    |
| 北海道         | 札幌テレビ     | 土曜 7:00 - 7:30                                                                  | 日本テレビ系列                |                                    |
| 山形県         | 山形放送       | 金曜 16:30 - 17:00                                                                | 日本テレビ系列 テレビ朝日系列 |                                    |
| 福島県         | 福島中央テレビ | 木曜 17:00 - 17:30                                                                | 日本テレビ系列                |                                    |
| 静岡県         | 静岡第一テレビ | 日曜 7:00 - 7:30                                                                  | 日本テレビ系列                |                                    |
| 中京広域圏     | 中京テレビ     | 日曜 7:00 - 7:30                                                                  | 日本テレビ系列                |                                    |
| 近畿広域圏     | 読売テレビ     | 水曜 17:00 - 17:30（1988年9月28日まで） → 水曜 16:00 - 16:30（1988年10月5日から） | 日本テレビ系列                | 88年10月からは先行ネットになった。 |
| 広島県         | 広島テレビ     | 木曜 17:00 - 17:30                                                                | 日本テレビ系列                |                                    |
| 香川県・岡山県 | 西日本放送     | 木曜 17:00 - 17:30                                                                | 日本テレビ系列                |                                    |
| 福岡県         | 福岡放送       | 土曜 7:00 - 7:30                                                                  | 日本テレビ系列                |                                    |
| 熊本県         | 熊本県民テレビ | 火曜 17:00 - 17:30                                                                | 日本テレビ系列                |                                    |

- 1988年春にゴールデン帯に帯情報番組『追跡（情報番組）』開始に伴い新設された、平日夕方5時台アニメの初期作品であり、地方では当時民放が2局しか無かった地域が多かった為、遅れネット、放送終了後に纏めて放送の地域もあれば、未ネットに終わった地域も少なくなかった。

## OVA

### 超音戦士ボーグマン Madnight☆gigs!
1989年2月8日発売。作中使用曲によるミュージッククリップ。その後のエピローグとなるTV未放送新作映像も収録されている。

### ザ・ボーグマン ラストバトル
1989年発売。OVA『バオー来訪者』とともにビデオ上映もされている。TVシリーズの後を受けて発売されたOVA第1弾。TV以降のエピローグとも言える内容であるが、菊池通隆は当時制作中だったOVA『冥王計画ゼオライマー』に関わっていたために参加できず、キャラクターデザインの変更を余儀なくされた。2002年には『MOVIE COLLECTION』として『LOVERS RAIN』とのカップリングでDVDセットが発売されている。

#### ストーリー（ラストバトル）
妖魔との戦いから3年後、ボーグマンシステムによって作られた新たなる敵オメガが出現する。

#### キャスト（ラストバトル）
- 響リョウ - 松本保典
- チャック・スェーガー - 井上和彦
- アニス・ファーム - 鷹森淑乃
- 桂美姫 - 松井菜桜子
- カーチス・火鷹 - 山寺宏一
- ジュダ・ハッサン - 玄田哲章
- シャオ・シェン - 柏倉つとむ
- ガープ - 古田信幸
- ハンターボーグマンA - 大滝進矢
- ハンターボーグマンB - 小野健一
- 桂重蔵 - 藤本譲

#### スタッフ（ラストバトル）
- 企画 - 藤原正道、加藤博
- 脚本 - 岸間信明
- キャラクターデザイン - 本橋秀之
- メカニックデザイン - 寺東克己
- 音楽 - 飛澤宏元
- 美術監督 - 新井寅雄
- 音響監督 - 清水勝則
- 撮影監督 - 高橋明彦
- プロデューサー - 頼経康史、芝原靖史、下地志直
- 監督 - 根岸弘
- 製作 - 東宝株式会社、葦プロダクション

#### 主題歌（ラストバトル）
オープニングテーマ「TRAPS IN THE NIGHT」
作詞 - 水谷啓二 / 作曲 - 大堀薫 / 編曲 - 大堀薫 / 歌 - 山寺宏一
エンディングテーマ「青春のモニュメント」
作詞 - 水谷啓二 / 作・編曲 - 片山圭司 / 歌 - 松本保典、鷹森淑乃、山寺宏一、松井菜桜子

### 超音戦士ボーグマン LOVERS RAIN
1990年12月27日発売。OVA第2弾。OVA『魔物ハンター妖子』とともにビデオ上映もされている。テレビシリーズと『ラストバトル』の間に当たるエピソードになっており、テレビシリーズでは不消化だったリョウとアニスのラブストーリーが中心となっている。

#### ストーリー (LOVERS RAIN)
妖魔との最終決戦以降、リョウはメモリーの死の悪夢に悩まされると同時に、サイボーグの身体の不調に悩まされることになる。恋人となったアニスはリョウを心配するが、それは生き残りの妖魔の罠であった。

#### キャスト (LOVERS RAIN)
- 響リョウ - 松本保典
- チャック・スェーガー - 井上和彦
- アニス・ファーム - 鷹森淑乃
- メモリー・ジーン - 勝生真沙子
- サンダー - 山寺宏一
- 妖魔 - 小野健一
- アナウンサー - 高宮俊介

#### スタッフ (LOVERS RAIN)
- 企画 - 藤原正道、加藤博
- 脚本 - 園田英樹
- キャラクターデザイン・作画監督 - 菊池通隆
- 絵コンテ - 村山靖、菊池通隆
- 美術監督 - 藤田勉
- 撮影監督 - 森下成一
- 音響監督 - 清水勝則
- 音楽 - 飛澤宏元
- プロデューサー - 頼経康史
- 監督 - 村山靖
- 協力 - フィルム・マジック、馬場健
- 製作 - 東宝株式会社、葦プロダクション

#### 主題歌 (LOVERS RAIN)
オープニングテーマ「明日への誓い〜Midnight Run」
作詞 - 水谷啓二 / 作曲 - 都志見隆 / 編曲 - 飛澤宏元 / 歌 - 山寺宏一
エンディングテーマ「二人だけの入り江〜Yes, i love you」
作詞 - 水谷啓二 / 作曲 - 都志見隆 / 編曲 - 飛澤宏元 / 歌 - 山寺宏一

### 超音戦士ボーグマン2 -新世紀2058-
『超音戦士ボーグマン2（セカンド） -新世紀2058-』。OVA全3巻。VHSとLDで発売された。製作とソフト販売は東宝からタキ・コーポレーションへ変更され、2002年には同社から全3話をDVD1巻にまとめたコンプリートエディションも発売されている。
メインキャストを一新した新シリーズであったが、セールス的に成功とは言えない結果となった。菊池通隆には、後年に「乗り気ではなかった」と述懐されている。

#### ストーリー（ボーグマン2）
かつての妖魔とボーグマンとの戦いから28年後、メガロシティに再び妖魔が出現し始めた。そしてノーマルポリスでは手に負えない妖魔の跋扈に呼応するように、新たなるボーグマンも活動を開始する。
そのボーグマンの1人が妹イライザの親友サラだと知るノーマルポリスの刑事ケンは、妖魔を追跡する中で妖魔を統べる謎の妖魔使いマスターと遭遇し、瀕死の重傷を負わされてしまう。サラによって救出されたケンは、桂研究所所長として第2世代ボーグマンの指揮を執るチャックによりボーグマンの手術を施され、死のふちからよみがえった。
しかし、ケンは自分が成り行き上仕方なかったとはいえ、ボーグマンとなったことに戸惑いを隠せない。チームのまとめ役コーツとはささいな言い争いから対立するうえ、イライザが妖魔に捕らわれてしまうという事件が起こる。唯一の肉親であるイライザを奪われたケンは自分を見失いかけるが、サラの励ましやコーツとの和解で妖魔殲滅こそがイライザを取り戻し、世界を破滅から救う唯一の手段であると悟り、ボーグマンとして戦うことを決意する。
しかし、固い友情で結ばれた第2世代ボーグマンたちの前に、マスターに操られて妖魔の先兵と化したイライザが立ちはだかる。

#### キャスト（ボーグマン2）
- ケン・南井 - 金丸淳一
- コーツ・ガードナー - 中村大樹
- サラ・クレッセ - 椎名へきる
- チャック・スェーガー - 井上和彦
- イライザ・南井 - 野上ゆかな
- 妖魔使いマスター、サンダー - 山寺宏一

#### スタッフ（ボーグマン2）
- 監督・脚本 - 村山靖
- 企画 - 藤原正道、滝口雍昭、佐藤俊彦
- 制作 - 大場龍男、加藤博
- プロデューサー - 服部街宇、城川章文、下地志直
- キャラクターデザイン - きくちみちたか
- メカニックデザイン - やまだたかひろ
- 美術監督 - 地蔵本拓嗣
- 撮影監督 - 橋本和典
- 音響監督 - 清水勝則
- 音楽 - 飛澤宏元
- アシスタントプロデューサー - 沖貴子、赤堀義宏
- 製作 - 東宝株式会社、タキコーポレーション、葦プロダクション

#### 主題歌（ボーグマン2）
オープニングテーマ「SOLDIER IN 2058」
作詞 - 水谷啓二 / 作曲 - 工藤崇 / 編曲 - 飛澤宏元 / 歌 - 藤原正典
エンディングテーマ「Good Night My Dear」
作詞 - 水谷啓二 / 作曲 - 藤原正典 / 編曲 - 飛澤宏元 / 歌 - 藤原正典

#### 各話リスト（ボーグマン2）
| 巻数  | サブタイトル    | 脚本   | 絵コンテ | 演出     | 作画監督   | 発売日         |
| ----- | --------------- | ------ | -------- | -------- | ---------- | -------------- |
| Vol.1 | ENDLESSS CITY   | 村山靖 | 吉田浩   | 日下直義 | 千羽由利子 | 1993年 10月1日 |
| Vol.2 | DOWN TOWN BLUSE | 村山靖 | 吉田浩   | 日下直義 | 深沢幸司   | 11月1日        |
| Vol.3 | LONELY PROLOGUE | 村山靖 | 村山靖   | 日下直義 | 新羽高一浪 | 12月1日        |

## ボイスドラマ
- ドラマCD「超音戦士ボーグマン A MIDSUMMER NIGHT’S DREAM」（1989年9月6日、LD32-5112）
  - コメディ調ドラマ「リターン・オブ・ダストジード」を収録。
- アニメイトカセットコレクション「ジ・エンドレス・ボーグマン・ショウ」（1992年1月1日）
  - ドラマCDのさらに続編ドラマとなっているカセット文庫。

## ゲーム
- 超音戦士ボーグマン（セガ・マークIII、1988年12月1日、セガ・エンタープライゼス）

## ライブ・イベント
- BORGMAN LIVE（1989年4月2日、TAKE OFF 7）

## 関連商品
CDアルバム
- 超音戦士ボーグマン/SONIC SOLDIER BORGMAN（1988年6月5日、LD32-5074、再盤：1992年5月27日、TYCY-5222、LP：1988年6月5日、LB28-5074）
- 超音戦士ボーグマンII/SONIC SOLDIER BORGMAN（1988年9月4日、LD32-5082、再盤：1992年5月27日、TYCY-5223、LP：1988年9月4日、LB28-5082）
- 超音戦士ボーグマンIII/THE LAST GIG OF THE WORLD（1989年1月11日、LD32-5093、再盤：1992年5月27日、TYCY-5228、LP:1989年1月11日、LB28-5093）
- 超音戦士ボーグマン/ラスト・バトル（1989年6月7日、LD32-5103、再盤：1992年6月24日、TYCY-5233）
- 超音戦士ボーグマン/LOVERS RAIN（1990年12月12日、TYCY-5150）
- 超音戦士ボーグマン・ボーカル・コレクションII/REALLY THE LAST GIG OF THE WORLD（1991年3月27日、TYCY-5158、再盤：1992年11月11日、TYCY-5263）
- 超音戦士ボーグマン2-新世紀2058-（1993年8月25日、TYCY-5317）
- YOUMEX ORIGINAL SOUND LIBRARY SERIES VOL.2（2004年5月26日、アブソードミュージックジャパン）
- YOUMEX ORIGINAL LIBRARY SERIES3 超音戦士ボーグマン〜絶対無敵ラ（1998年10月28日、TYCY-5622、EMIミュージック・ジャパン）

CDシングル
- 超音戦士ボーグマン DON'T LOOK BACK（XT10-2008、EP：RT07-2095、EMIミュージック・ジャパン）
- 超音戦士ボーグマン 夜をぶっとばせ!（XT10-2239、EP：RT07-2239、EMIミュージック・ジャパン）

ドラマCD
- 超音戦士ボーグマン A MIDSUMMER NIGHT'S DREAM（1989年9月6日、LD32-5112、再盤：TYCY-5234）
- ジ・エンドレス・ボーグマン・ショウ（1992年1月1日、アニメイトカセットコレクション）

VHS
- 超音戦士ボーグマン 1stGETON ソニックソルジャー登場（1988年9月21日 60509-88、バップ）
- 超音戦士ボーグマン ベストセレクション アニスファーム編（1989年1月21日 バップ）
- 超音戦士ボーグマン MADNIGHT☆GIGS!（1989年2月8日 AK068-1023H、ユーメックス・東芝EMI）
- 超音戦士ボーグマン ザ・ボーグマン・ラストバトル（1989年9月1日、TA-1945、映像特典：BORGMAN LIVE 映像、東宝）
- 超音戦士ボーグマン LOVERS RAIN（1990年12月27日）
- 超音戦士ボーグマン2 新世紀2058 VOL.1（1993年10月1日、東宝ビデオ）
- 超音戦士ボーグマン2 新世紀2058 VOL.2（1993年11月1日、東宝ビデオ）
- 超音戦士ボーグマン2 新世紀2058 VOL.3（1993年12月1日、東宝ビデオ）

Beta
- 超音戦士ボーグマン 1stGETON ソニックソルジャー登場（1988年9月21日 60510-88、バップ）
- 超音戦士ボーグマン ベストセレクション アニスファーム編（1989年1月21日 バップ）
- 超音戦士ボーグマン MADNIGHT☆GIGS!（1989年2月8日 AK068-1023F、ユーメックス・東芝EMI）
- 超音戦士ボーグマン ザ・ボーグマン・ラストバトル（1989年9月1日、TA-1945、映像特典：BORGMAN LIVE 映像、東宝）

LD
- 超音戦士ボーグマン MADNIGHT☆GIGS!（1989年2月22日 AV068-1023、ユーメックス・東芝EMI）
- 超音戦士ボーグマン ザ・ボーグマン・ラストバトル（1989年9月21日、TLL-2143）
- 超音戦士ボーグマン LOVERS RAIN（1991年2月1日、TLL-2176）
- 超音戦士ボーグマン LDBOX1（1997年12月1日、VPLY-70651）
- 超音戦士ボーグマン LDBOX2（1998年3月1日、VPLY-70652）
- 超音戦士ボーグマン LDBOX1・2Set（VPLY-70651・2）

DVD
- 超音戦士ボーグマン THE MOVIE COLLECTION（2002年11月22日、THD-11451）
- 超音戦士ボーグマン2 -新世紀2058- コンプリートエディション（2002年12月20日）

BD
- 超音戦士ボーグマン BD SONIC POWER COLLECTION（2011年12月7日、VPXY-71922、バップ）
- 「超音戦士ボーグマン」シリーズ・コンプリート BD-BOX（2022年6月29日、FFXA-9031、フロンティアワークス）

## 玩具展開
メインスポンサーのセガ・エンタープライゼスにとっては、前年の『赤い光弾ジリオン』に続く2作目の玩具タイアップのアニメである。
メイン商品であるバルテクター着脱式のアクションフィギュア「バトルフィギュアシリーズ」は、アーマー装着を一通りこなせる上にフィギュアの可動範囲がかなり広く、競合する『聖闘士星矢』の聖衣系玩具にも比肩する良好な設計であったが、デザインなどは劇中のものとかけ離れている。また、ダスト・ジードは初期設定のデータがそのまま玩具生産ラインに乗せられたため、劇中と異なり銀メッキとなっている。
『ジリオン』のメイン玩具であった「超高速光線銃ジリオン」は、本作では「ソニックガン・ジリオン」として販売されている。これはモデルチェンジ後のいわゆる「ニュージリオン」の本体カラーやパッケージなどを本作仕様に変更し、装飾用シール（ボーグマンを意味する「BM」のエンブレム）を追加したものであった。機能的にはニュージリオンと同仕様の電源内蔵型ストロボ式光線銃で、光線を受ける側のセンサーユニットについても初期形ジリオンやニュージリオンなどとの互換性が保たれている。
玩具のスーパーサンダーとガンウォーリアに関しては、劇中の変身シーンやサンダー変形シーン時に発せられる高周波の効果音に反応してアクションを起こす「ソニックシステム」を採用するなど、意欲的な試みも行われた。ただし、ガンウォーリアで同ギミックを楽しむには「スーパーサンダーセット」に付属の「データチップ」が必要であった。
セガがテレビゲームのハードウェアメーカーであったこともあり、セガ・マークIII用ゲームソフトが制作されたものの、発売日時点で番組の打ち切り終了が決定済みという状況に加え、当時の次世代機メガドライブが発売済みという状況でもあったため、話題性に乏しいものとなってしまった。
上記のように作品自体の玩具評価は思わしくないものとなったが、ヒロインのアニスだけは『月刊ニュータイプ』をはじめとするアニメ雑誌やキャラクターグッズへ、放送中だけでなく放送終了後もしばらくの間は菊池通隆の描き下ろしによる露出過多な水着姿や全裸姿といった過激な版権イラストがたびたび掲載されるなど、高い人気を得た。そのため、プロ・アマを問わず多数のフィギュアが発売されたほか、同じく葦プロ制作作品の『マシンロボ クロノスの大逆襲』のヒロインであるレイナ・ストールとの共演作品として企画されたOVA『ライトニングトラップ レイナ&ライカ』の制作にもつながった。